# اوکسانا کولیادا
اوکسانا واسیلیونا کولیادا (به اوکراینی: Оксана Василівна Коляда) (زادهٔ ۴ سپتامبر ۱۹۸۰) سرهنگ پلیس در وزارت کشور اوکراین و سیاستمدار اوکراینی است. وی پس از سال ها فعالیت در زمینه‌های حقوق قضایی و پلیس قضایی وارد امور سیاسی شد.
در ۲۹ اوت ۲۰۱۹، وی به عنوان وزیر ادغام مجدد سرزمین‌های موقتاً اشغال شده، آوارگان داخلی و جانبازان منصوب شد. این وزارتخانه به عنوان یک نهاد دولتی جدید یکی از مهم‌ترین ارگان‌های دولتی اوکراین بویژه پس از مناقشه با روسیه در الحاق کریمه به شمار می‌رود.

## پیشینه
در سال ۲۰۰۲، کولیادا از مؤسسه امنیتی امور داخلی فارغ‌التحصیل و بلافاصله از سال ۲۰۰۳ در وزارت کشور اوکراین به عنوان افسر اعمال قانون به کار مشغول شد. همچنین او رئیس اداره ارتباطات و مطبوعات وزارت دفاع اوکراین از سال ۲۰۱۵ تا ۲۰۱۷ بود که پیش از این از سال ۲۰۱۶ تا ۲۰۱۷ در دانشگاه دفاع ملی ایوان چرنیاخوفسکی اوکراین تحصیل کرده بود.